# Дом дворянки Е. О. Селивановой
Дом дворянки Е. О. Селивановой — достопримечательность Екатеринбурга, памятник архитектуры регионального значения.

## История
Построен в 1896 году по проекту архитектора Ю. О. Дютеля в стиле модерн с элементами русского стиля. Первоначально был частью городской усадьбы, владелицей которой считается представительница аристократического рода Е. О. Селиванова (по другой версии — служивший в Сибирском банке П. Т. Селиванов). Позднее композиция здания была изменена и дополнена. Известно, что домом владели несколько различных купцов и именитых людей, поэтому установить первоначальный облик здания на сегодняшний день достаточно сложно.
Всеволод Михайлович Слукин, известный уральский учёный-физик, писатель и историк, исследовав Государственный архив Свердловской области (ГАСО), так пишет о здании: «…в 1890-х дом принадлежал дворянину, потомственному почётному гражданину П. Т. Селиванову…дом несколько раз переходил из рук в руки…в 1909 г. уже украшенный деревянным резным декором дом приобрёл купец Д. Е. Ларичев… в 1960-х здесь были коммунальные квартиры».
В 1970-е годы дом послужил одним из мест съёмок фильма А. И. Манасаровой «Вы мне писали…».
В 1980-х студентами Свердловского архитектурного института под руководством профессора кафедры истории искусств и реставрации А. Е. Долгова была выполнена частичная реставрация здания с изменением колористики главного фасада. Этот проект вызвал в то время немало разговоров в среде архитекторов, однако именно это цветовое решение существует в настоящее время и выглядит выполненным первоначально. В награду студентам был отдан подвальный этаж здания, где разместился студенческий клуб института.
Построенное в 2000-х непосредственно у восточной стены дома кирпичное здание слегка изменило внутреннюю структуру памятника. Так, оригинальная лестница была удалена, перекрытие над первым этажом было вырезано для размещения новой лестницы, а несколько оконных проемов на первом и втором этажах были заложены.
В настоящее время в особняке размещается Школа архитектурно-художественного творчества, подведомственная организация Уральского государственного архитектурно-художественного университета.

## Композиция
По результатам исследований, первоначальный план здания был меньше в размерах и не имел веранды и второго этажа. По всей видимости, это был дом — изба по типу «шестистенок» на каменной подклети с акцентированным главным входом в левой части главного (западного) фасада. Вокруг располагался приусадебный участок с хозяйственными постройками. Чёрный ход находился в восточной части здания, а предположительно открытая терраса находилась с северной стороны. Выход на террасу располагался в гостиной (современное фойе) и в настоящее время переделан в небольшое окно. На месте веранды существовали два окна в рядовом обрамлении, одно из них к настоящему времени зашито, но не заложено, а второе перерублено в дверь, ведущую на веранду.
Таким образом, первоначальная композиция главного фасада была несимметричной трёхчастной, с акцентированием входа куполом. Чередование оконных проемов подчеркивало симметрию, а декор имел четное количество деталей.
Позднее, на отдельном фундаменте, была пристроена веранда. Для уравновешивания композиции над ней был сооружен купол, имеющий подобный своему собрату силуэт, однако совершенно другую конструктивную систему. Веранда также повторяет выступ ризалита главного входа, не имея при этом конструктивной необходимости.

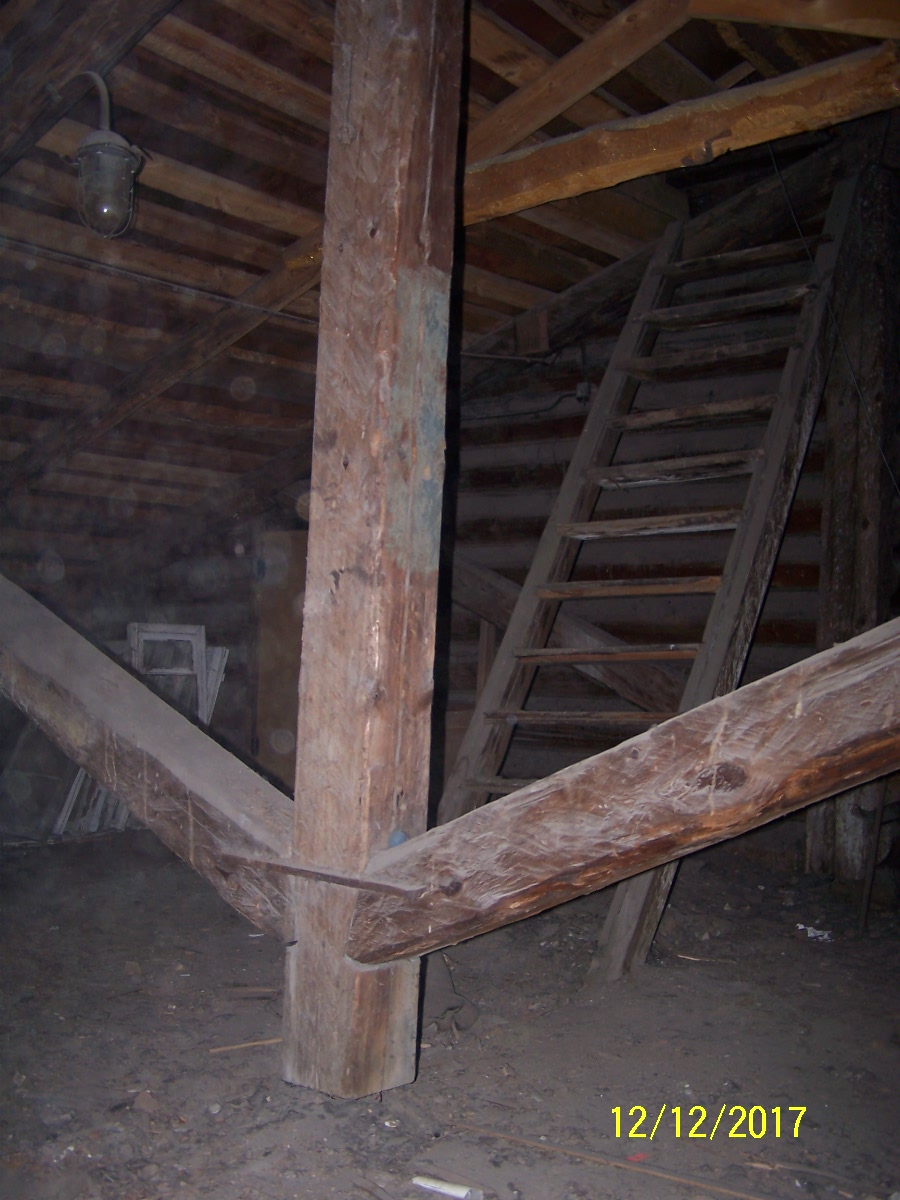
Висячая конструкция крыши

Второй этаж также мог появиться позднее, о чём свидетельствуют отличные от оригинальных наличники, выполненные в другом стиле, и некоторые элементы чердака.
Во всем здании прослеживается модульная система построения композиции. В данном случае очевидную роль модуля выполняет нижняя треть декоративной пилястры. Можно предположить, что этот отрезок каким-либо образом перекликался с традиционной саженно-аршинной системой, широко применявшейся в деревянном зодчестве Урала.

## Конструкции

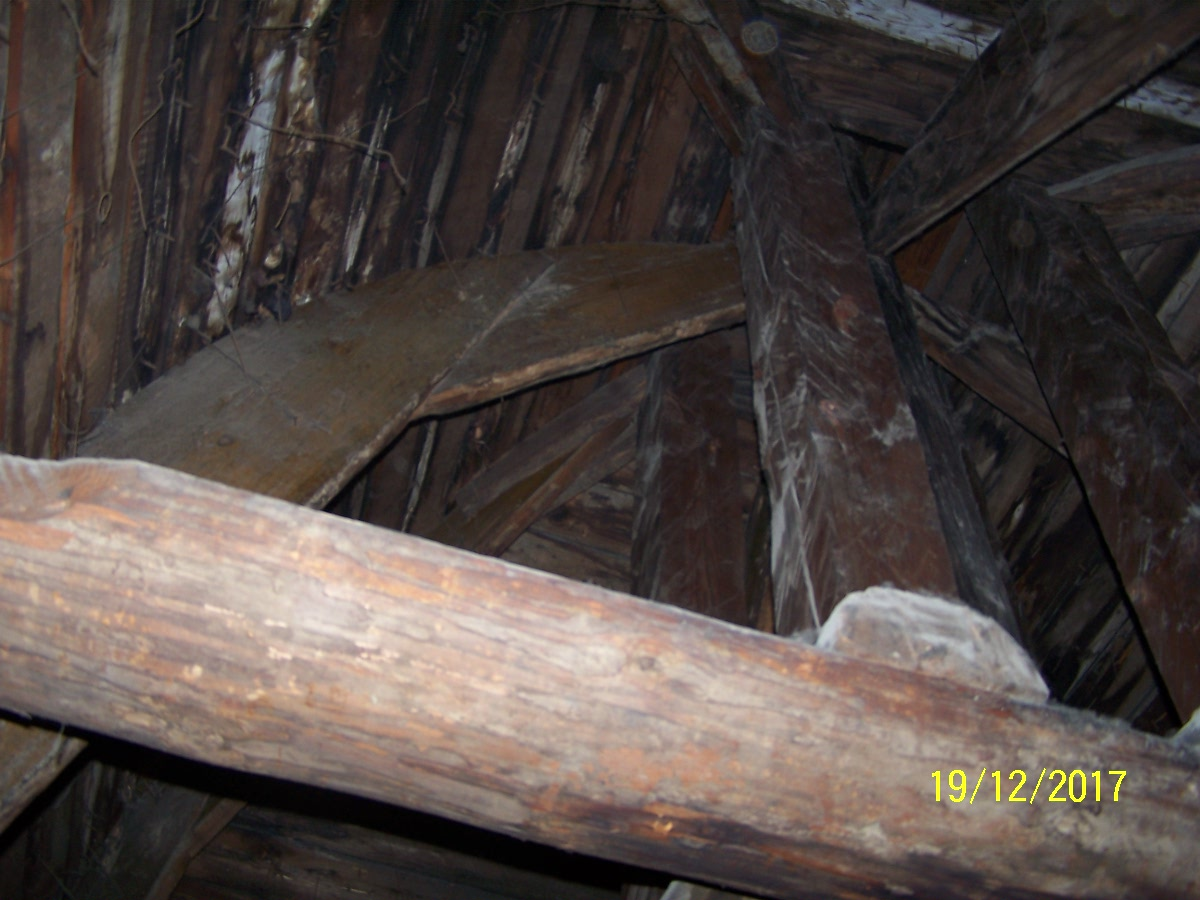
Сложная конструкция купола

Фундаменты здания выполнены из кирпича, облицованного природным камнем, на каменной бутовой подошве по принципу ленточных. Закладной венец подобных зданий выполнялся из влагостойкого дерева типа лиственницы.
Сруб насчитывает порядка 22 бревен на первом этаже и 18 на втором и выполнен из сосны. Внутренняя отделка — штукатурка по дранке, выполненная по деревянной обшивке с утеплением. Чердачное перекрытие выполнено традиционным способом, с утеплением шлаком с землей по глиняной обмазке. Перекрытие над подвалом выполнено сложнее, с утеплением и созданием вентилируемой прослойки между подвалом и первым этажом. На фасадах во втором венце выполнены продухи, некоторые из которых сохранили рукоятки затычек.
Конструкции крыши представляют собой висячие стропила, устроенные по безконьковой системе с двойным рядом мауэрлата. Кровля вальмовая, с устройством слуховых окон для проветривания.
В здании сохранилось два камина с печными трубами, на своих фундаментах. Один из них предположительно обогревал гостиные, второй требовался для приготовления еды. В настоящее время печные трубы срезаны под крышу, поскольку требуют постоянного ухода.
Веранда установлена на столбчатых фундаментах с самонесущим периметром из колотого камня. Покрытие веранды привязано к существующему срубу, а сверху установлен декоративный купол. Веранда также имеет выход непосредственно на участок.
Большой интерес представляет конструкция купола над главным входом. Это сложная восьмилучевая система деревянных связей с обшивкой, имитирующей лемеховое покрытие. Купол установлен на своеобразном срубе, являясь связанным конструктивно со всем зданием. Особые щели устроены по периметру купола для проветривания.

## Декор

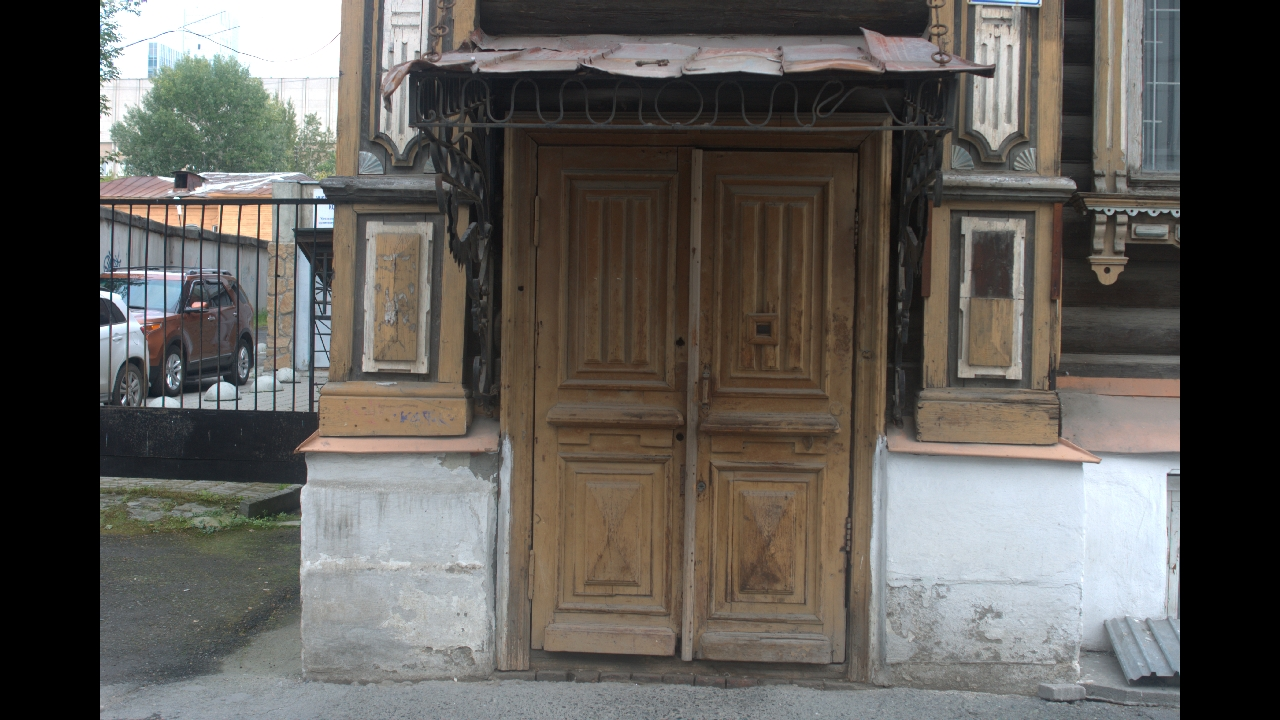
Входная дверь — объект охраны памятника архитектуры

Хотя датировать точное время появления на памятнике декора достаточно сложно, по стилю он определённо относится к модерну с явным акцентом на традиционное искусство (русский стиль). Поскольку до Урала модные архитектурные стили столиц добирались с некоторым опозданием, существовавшие в регионе резчицкие артели могли продолжать свое ремесло в ключе традиционных техник. Особенно ярко это выражено в примерах вышеупомянутого русского стиля.

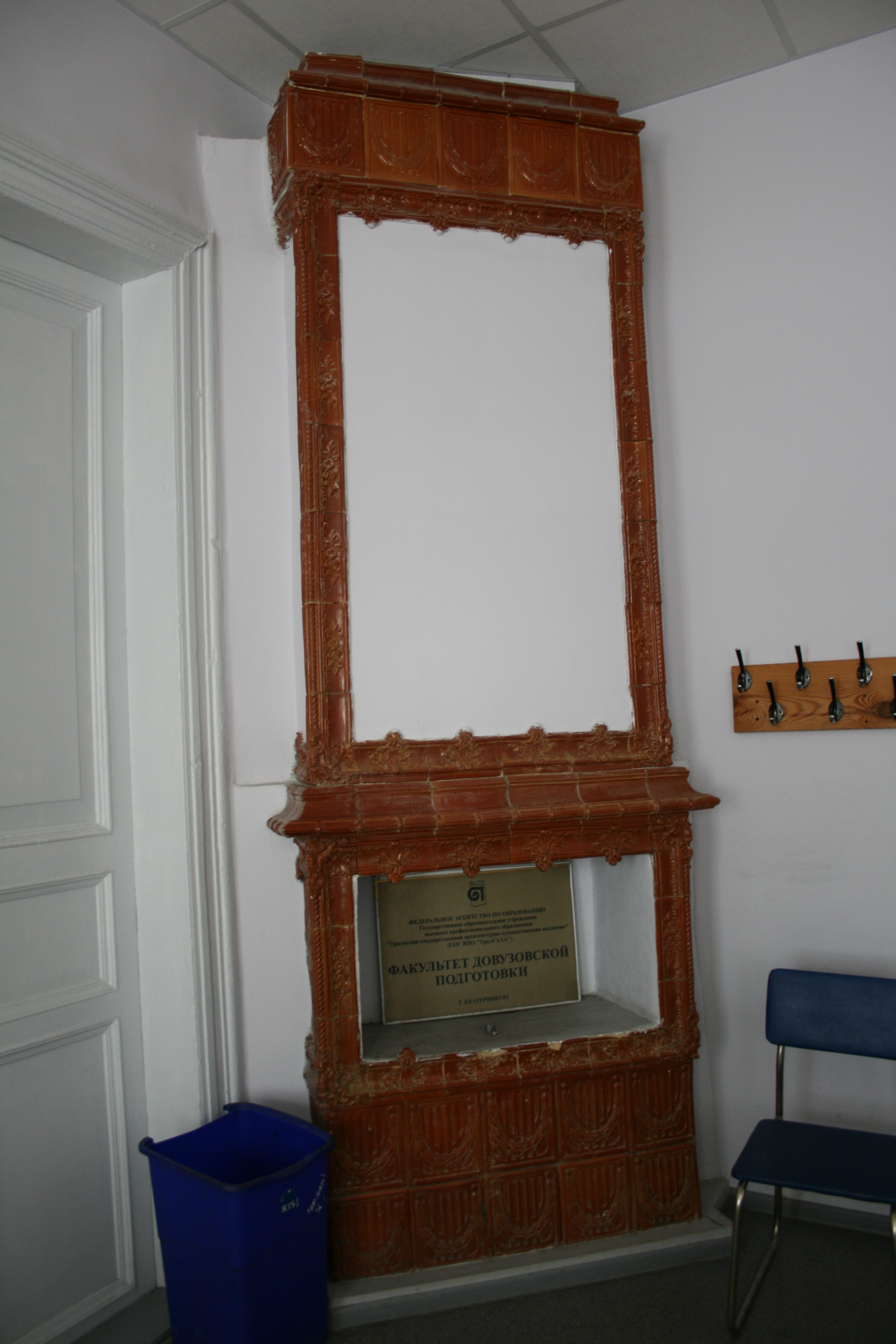
Изразцовый камин

Наличники окон имеют усложненную композицию, имитирующую ордерное построение — базы, пилястры, капители, карнизы. Все эти элементы решены с применением традиционного уральского декора — бегунцов, городков, зубчиков и т. п. Наличники завершаются ярко выраженным сандриками с диадемами.
Советскими реставраторами были реконструированы окна с расстекловкой, подобной оригинальной. Оригинальные заполнения окон сохранились только на веранде и носят ярко выраженную стилистику модерна.
Пилястры декорированы резными рельефными вставками с ракушками и обозначают места выпусков бревен сруба. Пилястры главного фасады имеют более сложные структуру и орнамент.
Большой выступ карниза (порядка 80 см) поддерживается декоративными кронштейнами крестообразной формы. Пространство между кронштейнами украшено резными вставками. Карниз имеет декор резными зубчиками, по мотиву повторяющими декор наличников окон. Карниз и купол обрамлены деревянным профилем сложной формы.
Более простой по конструкции правый купол богато декорирован резными вставками и орнаментом из зубчиков. Декорированная входная дверь является объектом охраны данного памятника архитектуры.
Интерьер здания практически не имеет сохранившегося декора. Исключение составляет веранда, обшитая изнутри шпунтованной резной доской, и изразцовый камин. По свидетельству очевидцев, этот камин был перенесен студентами из соседнего разрушенного здания, имевшего более богатый декор. После переноса студент Свердловского архитектурного института по фамилии Белоносов сделал обратные формы изразцов и недостающие фрагменты были изготовлены на Свердловском керамическом заводе.